# Aeneolamia postica
Aeneolamia postica är en insektsart som först beskrevs av Walker 1858.  Aeneolamia postica ingår i släktet Aeneolamia och familjen spottstritar. Inga underarter finns listade i Catalogue of Life.